# Zajezdnia Komunalnego Zakładu Komunikacyjnego w Białymstoku
Zajezdnia KZK Białystok – zajezdnia położona przy ul. Jurowieckiej 46a w Białymstoku należąca do KZK Białystok.